# George Peter

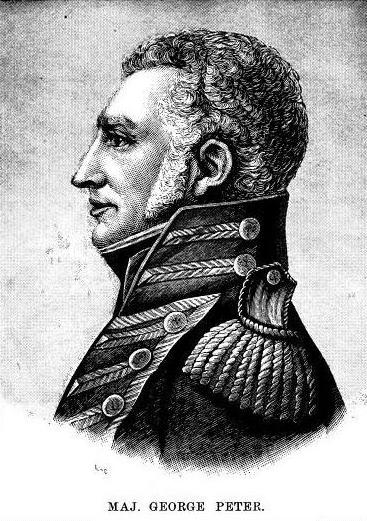
George Peter

George Peter (* 28. September 1779 in Georgetown, Maryland; † 22. Juni 1861 bei Darnestown, Maryland) war ein US-amerikanischer Politiker. Zwischen 1816 und 1819 sowie nochmals von 1825 bis 1827 vertrat er den Bundesstaat Maryland im US-Repräsentantenhaus.

## Werdegang
Der im heutigen Washington, D.C. geborene George Peter genoss eine klassische Ausbildung und studierte danach am Georgetown College. Im Jahr 1794 wollte er sich trotz seiner Jugend der Miliz zur Niederschlagung der Whiskey-Rebellion anschließen. Auf Bitte seiner Eltern wurde er aber wieder nach Hause geschickt. Zwischen 1799 und 1809 diente Peter in verschiedenen Einheiten als Offizier in der US Army. Danach betätigte er sich in der Landwirtschaft. Während des Britisch-Amerikanischen Krieges von 1812 war er Major in einer Freiwilligeneinheit.
Politisch war Peter Mitglied der Föderalistischen Partei. Nach dem Rücktritt des Abgeordneten Alexander Contee Hanson wurde er bei der fälligen Nachwahl für den dritten Sitz von Maryland als dessen Nachfolger in das US-Repräsentantenhaus in Washington gewählt, wo er am 7. Oktober 1816 sein neues Mandat antrat. Nach einer Wiederwahl konnte er bis zum 3. März 1819 im Kongress verbleiben. Zwischen 1819 und 1823 saß er im Abgeordnetenhaus von Maryland.
Nachdem sich die Föderalisten aufgelöst hatten, wurde Peter Mitglied der Demokratisch-Republikanischen Partei. Dort schloss er sich der Bewegung um den späteren Präsidenten Andrew Jackson an. Bei den Kongresswahlen des Jahres 1824 wurde er erneut im dritten Wahlbezirk seines Staates in den Kongress gewählt, wo er am 4. März 1825 Henry Ridgely Warfield ablöste, der 1819 sein Nachfolger geworden war. Da er im Jahr 1826 nicht bestätigt wurde, konnte er bis zum 3. März 1827 nur eine weitere Amtszeit im Kongress verbringen.
Nach dem Ende seiner Zeit im US-Repräsentantenhaus arbeitete George Peter wieder in der Landwirtschaft. Im Jahr 1855 war er Staatsbeauftragter für öffentliche Aufträge. Danach zog er sich in den Ruhestand zurück, den er auf seiner Plantage verbrachte. Er starb am 22. Juni 1861 nahe Darnestown und wurde in Washington beigesetzt.